# Eddy Merckx (stacja metra)
Eddy Merckx – stacja końcowa metra w Brukseli, na linii 1B. Zlokalizowana jest pomiędzy stacjami Érasme/Erasmus i CERIA/COOVI. Została otwarta 15 września 2003.